# Sorana Cîrstea
Sorana Cîrstea (Bucarest, Romania, 7 d'abril de 1990) és una tennista professional romanesa. Ha guanyat diversos títols del circuit challenger en individuals i dobles, dos títols en el circuit professional de la WTA en individuals i quatre en dobles.

## Biografia
Filla de Mihai i Liliana, té un germà més jove, Mihnea. Va començar a jugar a tennis amb quatre anys gràcies a la seva mare. Actualment resideix Târgoviște.

## Palmarès

### Individual: 5 (2−4)
| Abans de 2009                             | 2009 − 2020             | Després de 2021 |
| ----------------------------------------- | ----------------------- | --------------- |
| Grand Slam (0−0)                          |                         |                 |
| WTA Tour Championships / WTA Finals (0−0) |                         |                 |
| Tier I (0−0)                              | Premier Mandatory (0−0) | WTA 1000 (0−0)  |
| Tier II (0−0)                             | Premier 5 (0−1)         | WTA 1000 (0−0)  |
| Tier III (0−1)                            | Premier (0−0)           | WTA 500 (0−0)   |
| Tier IV / V (1−0)                         | International (0−1)     | WTA 250 (1−1)   |

| Títols per superfície |
| --------------------- |
| Dura (1−2)            |
| Gespa (0−0)           |
| Terra batuda (1−2)    |

| Resultat   | Núm. | Data                   | Torneig              | Superfície   | Oponent             | Marcador         |
| ---------- | ---- | ---------------------- | -------------------- | ------------ | ------------------- | ---------------- |
| Finalista  | 1.   | 9 d'abril de 2007      | Budapest, Hongria    | Terra batuda | Gisela Dulko        | 7−6(2), 2−6, 2−6 |
| Guanyadora | 1.   | 5 d'octubre de 2008    | Taixkent, Uzbekistan | Dura         | Sabine Lisicki      | 2−6, 6−4, 7−6(4) |
| Finalista  | 2.   | 11 d'agost de 2013     | Toronto, Canadà      | Dura         | Serena Williams     | 2−6, 0−6         |
| Finalista  | 3.   | 28 de setembre de 2019 | Taixkent             | Dura         | Alison Van Uytvanck | 2−6, 6−4, 4−6    |
| Guanyadora | 2.   | 25 d'abril de 2021     | Istanbul, Turquia    | Terra batuda | Elise Mertens       | 6−1, 7−6(3)      |
| Finalista  | 4.   | 29 de maig de 2021     | Estrasburg, França   | Terra batuda | Barbora Krejčíková  | 3−6, 3−6         |

### Dobles femenins: 11 (6−5)
| Abans de 2009                             | 2009 − 2020             | Després de 2021 |
| ----------------------------------------- | ----------------------- | --------------- |
| Grand Slam (0−0)                          |                         |                 |
| WTA Tour Championships / WTA Finals (0−0) |                         |                 |
| Tier I (0−0)                              | Premier Mandatory (0−0) | WTA 1000 (1−0)  |
| Tier II (0−1)                             | Premier 5 (0−0)         | WTA 1000 (1−0)  |
| Tier III (1−0)                            | Premier (0−0)           | WTA 500 (0−0)   |
| Tier IV / V (1−0)                         | International (3−4)     | WTA 250 (0−0)   |

| Títols per superfície |
| --------------------- |
| Dura (2−2)            |
| Gespa (0−0)           |
| Terra batuda (4−3)    |

| Resultat   | Núm. | Data                 | Torneig                 | Superfície   | Parella                   | Oponents                                     | Marcador              |
| ---------- | ---- | -------------------- | ----------------------- | ------------ | ------------------------- | -------------------------------------------- | --------------------- |
| Guanyadora | 1.   | 4 de maig de 2008    | Fes, Marroc             | Terra batuda | Anastassia Pavliutxénkova | Alissa Kleibànova Iekaterina Makàrova        | 6−2, 6−2              |
| Finalista  | 1.   | 23 d'agost de 2008   | New Haven, Estats Units | Dura         | Monica Niculescu          | Květa Peschke Lisa Raymond                   | 6−4, 5−7, [7−10]      |
| Guanyadora | 2.   | 26 d'octubre de 2008 | Luxemburg, Luxemburg    | Dura (i)     | Marina Erakovic           | Vera Dushevina Maria Korítseva               | 2−6, 6−3, [10−8]      |
| Finalista  | 2.   | 19 d'abril de 2009   | Barcelona, Espanya      | Terra batuda | Andreja Klepač            | Núria Llagostera Vives M.J. Martínez Sánchez | 6−3, 2−6, [8−10]      |
| Finalista  | 3.   | 2 de maig de 2009    | Fes                     | Terra batuda | Maria Kirilenko           | Alissa Kleibànova Iekaterina Makàrova        | 3−6, 6−2, [8−10]      |
| Guanyadora | 3.   | 9 de maig de 2010    | Estoril, Portugal       | Terra batuda | Anabel Medina Garrigues   | Vitalia Diatchenko Aurélie Védy              | 6−1, 7−5              |
| Finalista  | 4.   | 11 de juliol de 2010 | Bucarest, Hongria       | Terra batuda | Anabel Medina Garrigues   | Timea Bacsinszky Tathiana Garbin             | 3−6, 3−6              |
| Guanyadora | 4.   | 27 d'agost de 2011   | Dallas, Estats Units    | Dura         | Alberta Brianti           | Alizé Cornet Pauline Parmentier              | 7−5, 6−3              |
| Finalista  | 5.   | 12 d'octubre de 2014 | Tientsin, Xina          | Dura         | Andreja Klepač            | Alla Kudryavtseva Anastassia Rodiónova       | 7−6(6), 2−6, [8−10]   |
| Guanyadora | 5.   | 14 d'abril de 2019   | Lugano, Suïssa          | Dura         | Andreea Mitu              | Veronika Kudermétova Galina Voskobóieva      | 1−6, 6−2, [10−8]      |
| Guanyadora | 6.   | 4 de maig de 2025    | Madrid, Espanya         | Terra batuda | Anna Kalinskaya           | Veronika Kudermétova Elise Mertens           | 6−7(10), 6−2, [12−10] |

## Trajectòria

### Individual
| Open d'Austràlia | A   | 1R    | 1R          | 2R          | 2R          | 3R    | 3R          | 1R          | 1R          | A     | 4R          | 2R          | 1R          | 2R          | 3R    | 4R | 1R | 1R | 0 / 16    | 16 – 16   |
| Roland Garros | A   | 2R    | QF          | 1R          | 3R          | 1R    | 3R          | 3R          | Q3          | 1R    | 2R          | 1R          | 2R          | 1R          | 4R    | 2R | 1R | 1R | 0 / 16    | 17 – 16   |
| Wimbledon | Q2  | 2R    | 3R          | 1R          | 1R          | 3R    | 2R          | 1R          | Q2          | 1R    | 3R          | 2R          | 1R          | NC          | 3R    | 2R | 3R |    | 0 / 14    | 14 – 14   |
| US Open | Q1  | 2R    | 3R          | 1R          | 1R          | 2R    | 2R          | 2R          | Q3          | 1R    | 2R          | 2R          | 3R          | 3R          | 2R    | 2R | QF |    | 0 / 15    | 18 – 15   |
| Jocs Olímpics | NC  | 1R    | No celebrat | No celebrat | No celebrat | 1R    | No celebrat | No celebrat | No celebrat | A     | No celebrat | No celebrat | No celebrat | No celebrat |       | NC | NC |    | 0 / 2     | 0 – 2     |
| Total Victòries−Derrotes | 3−4 | 25−17 | 21−24       | 13−23       | 13−16       | 30−27 | 32−26       | 12−21       | 1−4         | 10−12 | 27−21       | 13−21       | 17−14       | 4−8         | 24−18 |    |    |    | 256 – 264 | 256 – 264 |
| Rànquing a final d'any | 106 | 37    | 46          | 95          | 60          | 27    | 22          | 93          | 244         | 81    | 37          | 86          | 72          | 86          | 38    |    |    |    |           |           |
| Llegenda: G: Guanyadora; F: Finalista; SF: Semifinalista; QF: Quarts de final; Q: Qualificació; A: Absent; RR: Round Robin; |     |       |             |             |             |       |             |             |             |       |             |             |             |             |       |    |    |    |           |           |